# Lonchocarpus luteomaculatus
Lonchocarpus luteomaculatus är en ärtväxtart som beskrevs av Henri François Pittier. Lonchocarpus luteomaculatus ingår i släktet Lonchocarpus och familjen ärtväxter. Inga underarter finns listade i Catalogue of Life.